# Маккензи, Кеннет, 10-й глава клана Маккензи
Кеннет Маккензи (англ. Kenneth Mackenzie, 10th of Kintail; умер 6 июня 1568) — шотландский племенной лидер, 10-й глава клана Маккензи (1561—1568)

## Происхождение
Единственный сын Джона Маккензи, девятого вождя клана Маккензи из Кинтайла (ок. 1480—1561), и Элизабет Грант, дочери Джона Гранта из Гранта. Маккензи — клан из Россшира, получивший известность в XV веке во время распада Лордства Островов. В 1539 году он был арендатором Литтл-Скаттила и Баублера, и по хартии от 24 апреля 1543 года его отец передал ему и его жене часть владения Кинтайл и земель Мекилл Браан.

## Споры с графом Хантли
В 1544 году Кеннетом Маккензи находился под руководством графа Хантли, который в качестве лейтенанта Севера получил от королевы-регентши Марии Гиз поручение поднять своих вассалов и возглавить экспедицию против Дональда Гласа Макдональда из Мойдарта. Кеннет отказался, в результате чего граф Хантли приказал всей своей 3-тысячной армии выступить против обоих лидеров. Однако граф Хантли потерпел неудачу и в конечном итоге был вынужден отступить, не добившись какой-либо значительной победы. Несколько лет спустя Кеннет Маккензи снова поставил графа Хантли в неловкое положение в стычке, известной как «дело на мосту Дингуолл».

## Последователь королевы Марии
Унаследовав владенич от своего отца в 1561 году, Кеннет Маккензи был одним из вождей горцев, которые встретили Марию, королеву Шотландии, в Инвернессе в 1562 году и помогли ей получить владение городским замком, которым управлял губернатор Александр Гордон. После этого он, похоже, ушел из общественной жизни. В Акте Тайного совета от 21 мая 1562 года записано, что Кеннет выдал королеве Мэри Маклауд, наследнице Гарриса и Данвегана, которая каким-то образом оказалась под его опекой. Закон защитил его от любых разбирательств со стороны Джеймса Макдональда из Даннивега и Гленса, законного опекуна Мари Маклауд, который ранее требовал её возвращения.

## Семья
Вместе со своим отцом Кеннет Маккензи получил в 1551 году помилование за заключение в тюрьму своего двоюродного брата Джона Глассича Маккензи (сына и наследника Гектора Роя Маккензи из Гейрлоха), который умер при загадочных обстоятельствах в замке Эйлин-Донан. Говорили, что Джон Глассич намеревался возобновить притязания своего отца на родину предков Маккензи в Кинтайле.
Кеннет Маккензи женился в 1538 году на леди Элизабет Стюарт, дочери Джона Стюарта, 2-го графа Атолла, на леди Джанет Кэмпбелл, дочери Арчибальда Кэмпбелла, 2-го графа Аргайла. Его собственные дети также заключили очень выгодные браки:
- Колин Кэм Маккензи (ум. 14 июня 1594), сменивший его, женился на Барбаре Грант, дочери Джона Гранта из Гранта.
- Родерик Маккензи из Редкасла (ум. 1608), женился на Флоренс, дочери Роберта Мора Манро, 15-го барона Фулиса
- Джанет Маккензи, 1-й муж — Энеас Макдональд из Гленгарри, 2-й муж — Александр Чизолм из Чизолма
- Кэтрин Маккензи, вышла замуж за Александра Росса из Бальнагоуна и умерла 12 апреля 1592 года.
- Агнес Маккензи, вышла замуж (контракт от 11 мая 1567 г.) за Лахлана Мора Макинтоша, 16-го вождя клана Макинтош
- Маргарет Маккензи, вышла замуж (контракт от 24 ноября 1556 г.) за Уолтера Иннеса, сына и наследника Джона Иннеса Инвербреки, и умерла в июне 1570 г.
- Элизабет Маккензи, вышла замуж за Уолтера Уркарта из Кромарти.
- Марджори Маккензи, вышла замуж (контракт от 30 мая 1574 г.) за Роберта Манро, сына и наследника Роберта Манро из Фулиса.

## Смерть и погребение
Сообщают, что Кеннет умер в Киллине (или, возможно, Киллене) 6 июня 1568 года и был похоронен в монастыре Боли.